# Aethroidea
Aethroidea is een superfamilie van krabben en heeft als enige familie:

## Familie
- Aethridae (Dana, 1851)